# St. Severin (Eberstädt)

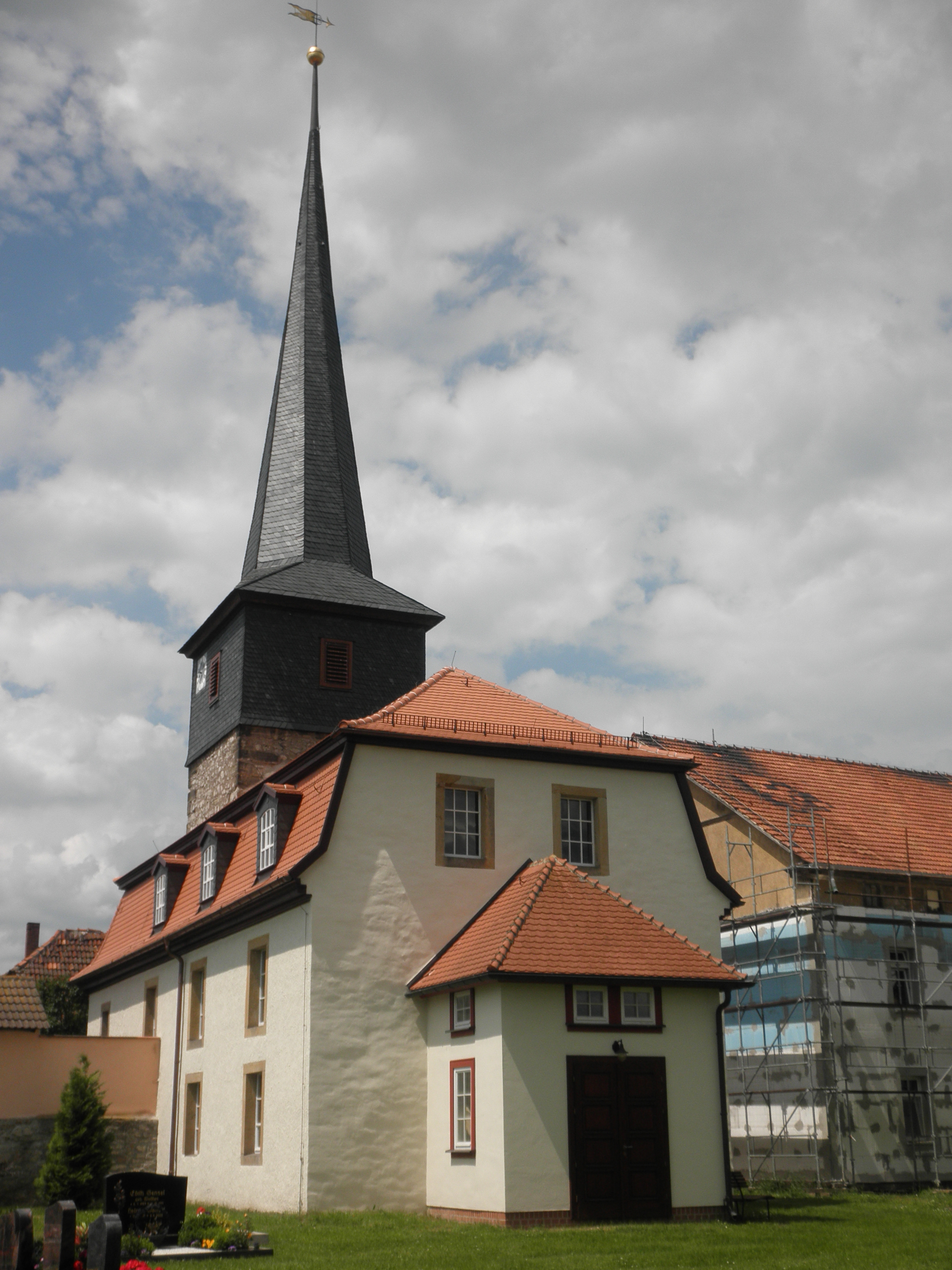
Die Kirche

Die evangelische Dorfkirche St. Severin steht im Ortsteil Eberstädt der Gemeinde Sonneborn im Landkreis Gotha in Thüringen.

## Geschichte
Die evangelische Dorfkirche St. Severin ist mittelalterlichen Ursprungs. 1780 wurde an dem alten Kirchturm ein neues Kirchenschiff angebaut. In der Kirche befindet sich ein Kruzifix aus dem 15. Jahrhundert. 1992 wurde das Kirchenschiff aus dem 18. Jahrhundert restauriert.
Im August 2009 berichtete die Presse, dass die Kirche in Eberstädt ein neues Dach in Anlehnung an den Originalzustand mit leuchtenden Biberschwänzen erhalten hat.